# Moraria andersonsmithi
Moraria andersonsmithi is een eenoogkreeftjessoort uit de familie van de Canthocamptidae. De wetenschappelijke naam van de soort is voor het eerst geldig gepubliceerd in 1893 door Scott T. & A..